# 호브한네스 바치코브
호브한네스 세르게이 바치코브(아르메니아어: Հովհաննես Սերգեյի Բաչկով, 1992년 12월 2일~)는 아르메니아의 권투 선수로 2020년 하계 올림픽 남자 웰터급에서 동메달을 획득했으며 세계 선수권 대회에서 동메달 4개를 획득했다.